# 이상무 (1919년)
이상무(1919년 9월 29일~1987년 2월 12일)는 대한민국의 군인 출신 정치인이다.

## 역대 선거 결과
|  | 36.26% |

|  | 38.00% |